# Erasure
Erasure és un duet britànic de pop electrònic, catalogats com súper-estrelles del synthpop mundial, la banda és conformada pel compositor i teclat Vince Clarke i el cantant i lletrista Andy Bell.

## Història

### Vince Clarke Pre-Erasure
Erasure ("Esborrat") naix en l'any 1985 format per Vince Clarke (Vincent John Martin Clarke) en els sintetitzadors, antic cofundador i ex-integrant de Depeche Mode i Yazoo, i el cantant Andy Bell (Andrew Ivan Bell), que prèviament havia cantat en un grup d'efímera existència dit The Void. Això no obstant, Vince Clarke ja havia conegut l'èxit i la fama amb les seves dues bandes anteriors. Amb Depeche Mode va publicar en 1981 "Speak & Spell", àlbum de debut de la banda que va arribar al lloc nº 10 del rànquing anglès i li permeté al grup aconseguir el seu primer hit clàssic "Just Can't Get Enough", el qual va assolir la posició nº8 de l'UK singles chart. Malgrat tot, després d'aquest prometedor inici Vince va abandonar el projecte per a passar a formar altra associació, aquesta vegada amb la cantant Alison Moyet (Yazoo) amb qui novament va tenir un gran èxit gràcies a les dues produccions que van editar, Upstairs at Eric's (1982) que va pujar fins al lloc nº2 del rànquing britànic i You and Me Both (1982) que va assolir el número u de l'UK chart, atorgant-li al duo senzills tan recordats com Only You, Don't Go, Situation i Nobody's Diary. A pesar del gran èxit obtingut, fins i tot major que el de Depeche Mode en els seus inicis i guanyar en 1983 el Brit Awards com "Millor Nou Artista Britànic", el duo no va prosseguir en la seva associació.
Posteriorment Vince va formar un grup de curta vida anomenat The Assembly al costat del cantant Feargal Sharkey i amb el productor Eric Radcliffe, la idea era crear un àlbum tot amb composicions pròpies i amb diferents cantants; el trio només edità un disc senzill "Never, Never". El senzill va tenir gran èxit arribant a col·locar-se en el lloc nº 4 del rànquing de senzills britànic. S'esperava un pròxim senzill però mai va arribar i el projecte d'àlbum també va quedar aturat. Dos anys més tard, en 1985 Vince Clarke llançaria altre senzill, aquesta vegada el soci seria Paul Quinn, aquest es titulà "One Day", el qual no va tenir l'èxit del senzill anterior. Mesos més tard, en el seu afany per crear una agrupació nova, l'inquiet Clarke va posar un anunci en el periòdic musical Melody Maker de Londres on deia que cercava un vocalista per a la seva nova producció: "Versatile voice wanted for established songwriter. Immediate availability essential. No tapes. Just telephone 01-221 0940, between 11am and 6pm, on Friday, March 22, 1985, for London audition next day." Entre les persones que van respondre a l'avís es trobava Andy Bell, que va realitzar l'audició en el lloc número 36; i Vince Clarke quedant sorprès per la veu potent, de tons baixos i falsets de Bell decidí formar una nova agrupació musical amb aquest nou i desconegut cantant. Ara la idea original de Vince d'utilitzar diferents vocalistes per a cada pista de l'àlbum s'havia esfumat, col·laborant Bell en tot l'àlbum, convertint-los així en un grup permanent fins al dia d'avui; aquest va ser el naixement d'"Erasure".

### Un inici accidentat
Després d'aquest inici, ràpidament van entrar a l'estudi d'enregistrament sota la batuta del senyor Mark Ellis, conegut en el món musical com Flood i amb el suport de Daniel Miller, amo i senyor de Mute Records, van crear el seu àlbum debut Wonderland, llançat al juny de 1986 en el qual es plasma l'originalitat d'Erasure per fer un estil propi de música on prevalen les melodies sintètiques de Clarke i les vocalitzacions melodramàtiques i malenconioses de Bell.
Això no obstant, abans de llançar l'àlbum havien publicat al setembre de 1985 el seu primer senzill, Who Needs Love (Like That), el qual seria part de Wonderland. Si bé l'àlbum debut no va tenir l'èxit esperat en comparació dels anteriors treballs de Vince Clarke amb Depeche Mode i Yazoo, va arribar només el lloc nº 71 del UK chart; això no obstant, les seves actuacions en viu en clubs i universitats eren molt interessants i guanyaven dia a dia més seguidors. D'aquest àlbum, els senzills Who Needs Love (Like That) i Heavenly Action només van aconseguir posicions molt baixes en el UK chart, igual que Oh L'Amour, el tercer senzill, però aquest es va posicionar una mica millor en la resta d'Europa i va permetre albirar el que podia aveïnar-se per a aquest duo. Després d'aquesta primera gira, Andy i Vince van tornar a l'estudi d'enregistrament per a produir el seu segon treball. Amb el temps, Oh L'Amour, es transformaria en un clàssic de la banda. D'aquesta època existeix un xou no oficial enregistrat en directe dit "Live In Worderland", gravat per la TV sueca.

## Discografia

### Àlbums d'estudi
- Wonderland (1986)
- The Circus (1987)
- The Innocents (1988)
- Wild ! (1989)
- Chorus (1991)
- I Say I Say I Say (1994)
- Erasure (1995)
- Cowboy (1997)
- Loveboat (2000)
- Other People's Songs (2003)
- Nightbird (2005)
- Light At The End Of The World (2007)
- Tomorrow's World (2011)
- Snow Globe (2013)
- The Violet Flame (2014)
- World Be Gone (2017)
- The Neon (2020)

### EPs
- Crackers International (1988)
- Abba-Esque (1992)
- Rain - plus (1997)
- Moon & The Sky - plus (2001)
- Storm Chaser (2007)
- Erasure Club (2009)
- Phantom Bride (2009)

### Àlbums en directe
- The Two-Ring Circus (1987)
- Welcome To The Glitter Dome (1993)
- The Erasure Show (2005)
- Acoustic Live (2006)
- Live At The Royal Albert Hall (2007)
- Tomorrow's World Tour - Live at the Roundhouse (2011)
- World Be Live (2018)

### Àlbums en acústic
- Union Street (2006)
- World Beyond (2018)

### Àlbums remesclats
- Pop ! Remixed (2009)
- The Neon Remixed (2021)

### Compilacions
- Pop ! The First 20 Hits (1992)
- Hits ! The Very Best Of Erasure (2003)
- Total Pop ! The First 40 Hits (2009)
- Always - The Very Best of Erasure (2015)

### Senzills
- Who Needs Love Like That (1985)
- Heavenly Action (1985)
- Oh L'Amour (1986)
- Sometimes (1986)
- It Doesn't Have To Be (1987)
- Victim Of Love (1987)
- The Circus (1987)
- Ship Of Fools (1988)
- Chains Of Love (1988)
- A Little Respect (1988)
- Stop! (1988)
- Drama! (1989)
- You Surround Me (1989)
- Blue Savannah (1990)
- Star (1990)
- Chorus (1991)
- Love To Hate You (1991)
- Am I Right ? (1991)
- Breath Of Life (1992)
- Take A Chance On Me (1992)
- Who Needs Love Like That (Hamburg mix) (1992)
- Always (1994)
- Run To The Sun (1994)
- I Love Saturday (1994)
- Stay With Me (1995)
- Fingers & Thumbs (A Cold Summer's Day) (1995)
- Rock Me Gently (1996)
- In My Arms (1997)
- Don't Say Your Love Is Killing Me (1997)
- Freedom (2000)
- Solsbury Hill (2003)
- Make Me Smile (Come Up & See Me) (2003)
- Oh L'Amour (remixes 2003) (2003)
- Breathe (2005)
- Don't Say You Love Me (2005)
- Here I Go Impossible Again / All This Time Still Falling Out Of Love (2005)
- Boy (2006)
- I Could Fall In Love With You (2007)
- Sunday Girl (2007)
- When I Start To (Break It All Down) (2011)
- Be With You (2011)
- Fill Us With Fire (2012)
- Gaudete (2013)
- Make It Wonderful (2014)
- Elevation (2014)
- Reason (2014)
- Sacred (2015)
- Sometimes 2015 (2015)
- Love You To The Sky (2017)
- World Be Gone (2017)
- Just a Little Love (2017)
- Hey Now (Think I Got a Feeling) (2020)
- Nerves of Steel (2020)
- Fallen Angel (2020)

### Box sets
- Erasure Box - 1 (1999)
- Erasure Box - 2 (1999)
- Erasure Box - 3 (2001)
- Erasure Box - 4 (2001)

## Videografia

### VHS
- Live At The Seaside (1987)
- The Innocents - Live (1989)
- Wild ! Live (1990)
- Abba-Esque (1992)
- Pop ! The First 20 Hits (1992)
- The Tank, The Swan & The Balloon (1993)
- The Tiny Tour (1998)

### DVD
- The EIS Christmas Concert 2002 (2003)
- Hits ! The Videos (2003)
- The Tank, The Swan & The Balloon (2004)
- Great Hits Live - Live At Greatwoods (2005)
- The Erasure Show - Live In Cologne (2005)
- On The Road To Nashville (2007)
- Live At The Royal Albert Hall (2008)